# American Music Awards

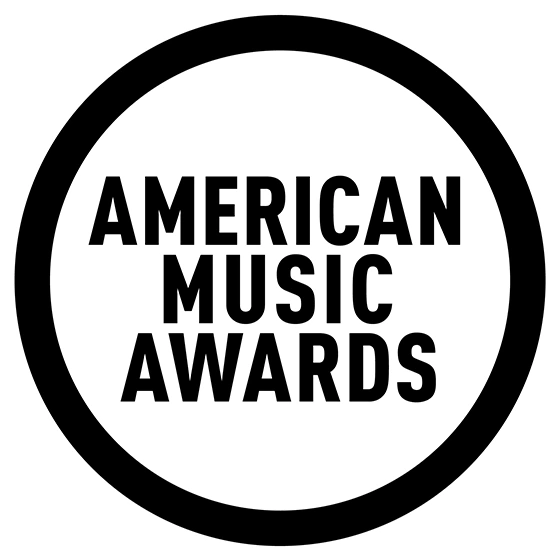
Logo der American Music Awards

Die American Music Awards (AMA) gehören zu den bedeutendsten US-amerikanischen Musikpreisen. Sie werden jährlich im November verliehen; die Veranstaltung wird von ABC übertragen.

## Konzept
Die American Music Awards wurden 1973 von Moderator Dick Clark als Konkurrenz zum Grammy ins Leben gerufen. Hintergrund war, dass die Übertragungsrechte der Grammy Awards von ABC an das Columbia Broadcasting System (CBS) gingen und ABC die prestigeträchtige Veranstaltung nicht mehr ausstrahlen durfte. Seitdem ist Dick Clark Productions (DCP) die Produktionsgesellschaft der AMAs.
Von 1973 bis 2005 wurden die Gewinner und die Nominierungen von Mitgliedern der Musikindustrie vergeben, wobei ein wichtiges Kriterium die Verkäufe und das Airplay waren und hinter den künstlerischen Kriterien zurücktraten. Dies änderte sich 2006. Zwar wurden die Nominierungen weiterhin von den Verkäufen bestimmt, zu denen dann auch Videoaufrufe und Aktivität in den sozialen Medien dazukamen, die Gewinner wurden jedoch über Online-Votings auf der Website der AMAs ermittelt.
Von 1973 bis 2002 wurden die AMAs immer Mitte bis Ende Januar verliehen. Um nicht in Konkurrenz zu den anderen Awards, wie dem Golden Globe Award und dem Oscar zu treten, wurde ab 2003 der November genutzt, meist der Sonntag vor Thanksgiving. 2003 gab es daher zwei Verleihungen.
Als Werbegag wurden von 2012 bis 2014 die Gewinner nicht in einem Umschlag bekannt gegeben, sondern via eines Samsung-Galaxy-Gerätes. Dort erschien ein Wallpaper mit dem Namen des Gewinners, nachdem eine Metallhülle entfernt wurde. Samsung trat in diesen Jahren als Sponsor auf. 2018 bis 2020 war YouTube Music ein Sponsor der Award-Show.
2023 wurden die Billboard Music Awards, die auch von DCP produziert wurden, vom Mai in den November verlegt. So entstanden Spekulationen, das einer der Awards ausgesetzt werden sollte und die Übertragungsrechte auch veräußert werden sollen. Dies ist noch nicht geklärt.
Seit 2014 gibt es außerdem die Latin American Music Awards für das lateinamerikanische Publikum. Die Awards werden von Telemundo übertragen.

## Moderation
Die ersten Moderatoren waren Helen Reddy, Roger Miller und Smokey Robinson. Helen Reddy war gleichzeitig auch die erste Frau, die den Award in der Kategorie Pop/Rock Female gewann. Die ersten Ausgaben der Preisverleihung hatten mehrere Moderatoren, die sich meist um das Segment kümmerten, dem sie angehörten. So moderierte Glen Campbell beispielsweise von 1976 bis 1979 die Country-Kategorie, während 1976 Aretha Franklin die Soul- und R&B-Kategorie moderierte und Olivia Newton-John die Pop-/Rock-Kategorien. Später setzten sich Einzel- und Paarmoderatoren durch, die ab den 1990ern die Veranstaltung leiteten. 1991 war Keenen Ivory Wayans der erste Hollywood.-Schauspieler, der als Moderator tätig war.
Von 2006 bis 2008 moderierte Jimmy Kimmel die Show, der damit die längste zusammenhängende Reihe als Einzelmoderator hatte. Am häufigsten Moderator war Glen Campbell mit fünf Mal, davon vier Mal in aufeinanderfolgenden Jahren, jedoch nie als Einzelmoderator. Von 2009 bis 2012 gab es keinen Moderator. Stattdessen wurden die einzelnen Kategorien von Präsentatoren vorgestellt.

## Verleihungen
| Jahr       | Datum             | Moderatoren                                                              | Veranstaltungsort             |
| ---------- | ----------------- | ------------------------------------------------------------------------ | ----------------------------- |
| 1974       | 19. Februar 1974  | Roger Miller, Helen Reddy, Smokey Robinson                               | Earl Carroll Theatre          |
| 1975       | 18. Februar 1975  | Roy Clark, Helen Reddy, Sly Stone                                        | Santa Monica Civic Auditorium |
| 1976       | 31. Januar 1976   | Glen Campbell, Aretha Franklin, Olivia Newton-John                       | Santa Monica Civic Auditorium |
| 1977       | 31. Januar 1977   | Glen Campbell, Helen Reddy, Lou Rawls                                    | Santa Monica Civic Auditorium |
| 1978       | 16. Januar 1978   | Glen Campbell, Natalie Cole, David Soul                                  | Santa Monica Civic Auditorium |
| 1979       | 12. Januar 1979   | Glen Campbell, Helen Reddy, Donna Summer                                 | Santa Monica Civic Auditorium |
| 1980       | 18. Januar 1980   | Elton John, Toni Tennille, Natalie Cole                                  | ABC Studios                   |
| 1981       | 30. Januar 1981   | Mac Davis, Crystal Gayle, Teddy Pendergrass                              | ABC Studios                   |
| 1982       | 25. Januar 1982   | Glen Campbell, Sheena Easton, Donna Summer                               | Shrine Auditorium             |
| 1983       | 17. Januar 1983   | Mac Davis, Aretha Franklin, Melissa Manchester                           | Shrine Auditorium             |
| 1984       | 16. Januar 1984   | Lionel Richie                                                            | Shrine Auditorium             |
| 1985       | 28. Januar 1985   | Lionel Richie                                                            | Shrine Auditorium             |
| 1986       | 27. Januar 1986   | Diana Ross                                                               | Shrine Auditorium             |
| 1987       | 26. Januar 1987   | Diana Ross                                                               | Shrine Auditorium             |
| 1988       | 25. Januar 1988   | Barry Gibb, Maurice Gibb, Mick Fleetwood, Robin Gibb und Whitney Houston | Shrine Auditorium             |
| 1989       | 30. Januar 1989   | Anita Baker, Debbie Gibson, Kenny Rogers und Rod Stewart                 | Shrine Auditorium             |
| 1990       | 22. Januar 1990   | Alice Cooper, Anita Baker, Gloria Estefan, Naomi Judd und Wynonna Judd   | Shrine Auditorium             |
| 1991       | 28. Januar 1991   | Keenen Ivory Wayans                                                      | Shrine Auditorium             |
| 1992       | 27. Januar 1992   | MC Hammer, Reba McEntire                                                 | Shrine Auditorium             |
| 1993       | 25. Januar 1993   | Bobby Brown, Gloria Estefan und Wynonna Judd                             | Shrine Auditorium             |
| 1994       | 7. Februar 1994   | Meat Loaf, Reba McEntire und Will Smith                                  | Shrine Auditorium             |
| 1995       | 30. Januar 1995   | Queen Latifah, Tom Jones, Lorrie Morgan                                  | Shrine Auditorium             |
| 1996       | 29. Januar 1996   | Sinbad                                                                   | Shrine Auditorium             |
| 1997       | 27. Januar 1997   | Sinbad                                                                   | Shrine Auditorium             |
| 1998       | 26. Januar 1998   | Drew Carey                                                               | Shrine Auditorium             |
| 1999       | 11. Januar 1999   | Brandy & Melissa Joan Hart                                               | Shrine Auditorium             |
| 2000       | 17. Januar 2000   | Norm Macdonald                                                           | Shrine Auditorium             |
| 2001       | 8. Januar 2001    | Britney Spears und LL Cool J                                             | Shrine Auditorium             |
| 2002       | 9. Januar 2002    | Jenny McCarthy und Sean Combs                                            | Shrine Auditorium             |
| 2003 (Jan) | 13. Januar 2003   | Jack Osbourne, Kelly Osbourne, Ozzy Osbourne und Sharon Osbourne         | Shrine Auditorium             |
| 2003 (Nov) | 16. November 2003 | Jimmy Kimmel                                                             | Shrine Auditorium             |
| 2004       | 14. November 2004 | Jimmy Kimmel                                                             | Shrine Auditorium             |
| 2005       | 22. November 2005 | Cedric the Entertainer                                                   | Shrine Auditorium             |
| 2006       | 21. November 2006 | Jimmy Kimmel                                                             | Shrine Auditorium             |
| 2007       | 18. November 2007 | Jimmy Kimmel                                                             | Microsoft Theater             |
| 2008       | 23. November 2008 | Jimmy Kimmel                                                             | Microsoft Theater             |
| 2009       | 22. November 2009 | ohne festen Moderator                                                    | Microsoft Theater             |
| 2010       | 21. November 2010 | ohne festen Moderator                                                    | Microsoft Theater             |
| 2011       | 20. November 2011 | ohne festen Moderator                                                    | Microsoft Theater             |
| 2012       | 18. November 2012 | ohne festen Moderator                                                    | Microsoft Theater             |
| 2013       | 24. November 2013 | Pitbull                                                                  | Microsoft Theater             |
| 2014       | 23. November 2014 | Pitbull                                                                  | Microsoft Theater             |
| 2015       | 22. November 2015 | Jennifer Lopez                                                           | Microsoft Theater             |
| 2016       | 20. November 2016 | Gigi Hadid und Jay Pharoah                                               | Microsoft Theater             |
| 2017       | 19. November 2017 | Tracee Ellis Ross                                                        | Microsoft Theater             |
| 2018       | 9. Oktober 2018   | Tracee Ellis Ross                                                        | Microsoft Theater             |
| 2019       | 24. November 2019 | Ciara                                                                    | Microsoft Theater             |
| 2020       | 22. November 2020 | Taraji P. Henson                                                         | Microsoft Theater             |
| 2021       | 21. November 2021 | Cardi B                                                                  | Microsoft Theater             |
| 2022       | 20. November 2022 | Wayne Brady                                                              | Microsoft Theater             |

## Kategorien

### Ursprüngliches Kategoriesystem
Die ursprünglichen Kategorien umfassten eine Genreunteilung in die Musikstile Pop/Rock, Soul/R&B und Country. Diese waren jeweils noch einmal unterteilt in Künstler, Künstlerin und Gruppe sowie Single und Album. Im Laufe der Jahre wurden neue Kategorien geschaffen und wieder eingestellt, wobei die ursprüngliche Aufteilung nach Genre weiter differenziert wurde. So wurde 1995 Pop und Rock getrennt, 1989 kam Hip-Hop als eigenständiges Genre hinzu und 1998 Latin.

### Derzeitige Kategorien
- Artist of the Year (seit 1996)
- New Artist of the Year (seit 2004)
- Collaboration of the Year (seit 2015)
- Favorite Music Video (seit 2016)
- Favorite Touring Artist (seit 2016)
- Favorite Pop Male Artist (seit 1974)
- Favorite Pop Female Artist (seit 1974)
- Favorite Pop Duo or Group (seit 1974)
- Favorite Pop Album (seit 1974)
- Favorite Pop Song (seit 1974)
- Favorite R&B Male Artist (seit 1974)
- Favorite R&B Female Artist (seit 1974)
- Favorite R&B Album (seit 1974)
- Favorite R&B Song (seit 1974)
- Favorite Country Male Artist (seit 1974)
- Favorite Country Female Artist (seit 1974)
- Favorite Country Duo or Group (seit 1974)
- Favorite Country Album (seit 1974)
- Favorite Country Song (seit 1974)
- Favorite Hip-Hop Artist (seit 1989)
- Favorite Hip-Hop Album (seit 1989)
- Favorite Hip-Hop Song (seit 2016)
- Favorite Latin Artist (seit 1998)
- Favorite Latin Duo or Group (seit 2021)
- Favorite Latin Album (seit 2020)
- Favorite Latin Song (seit 2020)
- Favorite Rock Artist (seit 1995)
- Favorite Rock Song (seit 2021)
- Favorite Rock Album (seit 2021)
- Favorite Inspirational Artist (seit 2002)
- Favorite Gospel Artist (Seit 2021)
- Favorite Dance/Electronic Artist (seit 2012)
- Favorite Afrobeats Artist (seit 2022)
- Favorite K-Pop Artist (seit 2022)
- Favorite Soundtrack (seit 1996)

### Ehemalige Kategorien
- Single of the Year (2013–2015)
- Fan’s Choice Award (2003)
- Favorite Social Artist (2018–2020)
- Favorite Trending Song (2021)
- Favorite Pop/Rock Video (1984–1988)
- Favorite Pop/Rock Male Video Artist (1985–1987)
- Favorite Pop/Rock Female Video Artist (1985–1987)
- Favorite Pop/Rock Band/Duo/Group Video Artist (1985–1987)
- Favorite Pop/Rock New Artist (1989–Jan 2003)
- Favorite Soul/R&B Band/Duo/Group (1974–Nov 2003, 2005–2006, 2009)
- Favorite Soul/R&B Video (1984–1988)
- Favorite Soul/R&B Male Video Artist (1985–1987)
- Favorite Soul/R&B Female Video Artist (1985–1987)
- Favorite Soul/R&B Band/Duo/Group Video Artist (1985–1987)
- Favorite Soul/R&B New Artist (1989–Jan 2003)
- Favorite Country Video (1984–1988)
- Favorite Country Male Video Artist (1985–1987)
- Favorite Country Female Video Artist (1985–1987)
- Favorite Country Band/Duo/Group Video Artist (1985–1987)
- Favorite Country New Artist (1989–Jan 2003)
- Favorite Rap/Hip-Hop Band/Duo/Group (2003–2008)
- Favorite Rap/Hip-Hop New Artist (1990–1994)
- Favorite Disco Male Artist (1979)
- Favorite Disco Female Artist (1979)
- Favorite Disco Band/Duo/Group (1979)
- Favorite Disco Album (1979)
- Favorite Disco Song (1979)
- Favorite Heavy Metal/Hard Rock Artist (1989–1997)
- Favorite Heavy Metal/Hard Rock Album (1989–1992)
- Favorite Heavy Metal/Hard Rock New Artist (1990–1993)
- Favorite Dance Artist (1990–1992)
- Favorite Dance Song (1990–1992)
- Favorite Dance New Artist (1990–1992)
- Favorite Adult Contemporary Artist (1992–2020)
- Favorite Adult Contemporary Album (1992–1994)
- Favorite Adult Contemporary New Artist (1992–1994)

### Spezialkategorien
Neben den normalen Awards werden diverse Ehrenpreise verliehen.

#### Award of Merit
Der American Music Award of Merit (deutsch etwa: Verdienstpreis) wurde bislang an 32 Künstler vergeben:
- 1974: Bing Crosby
- 1975: Berry Gordy
- 1976: Irving Berlin
- 1977: Johnny Cash
- 1978: Ella Fitzgerald
- 1979: Perry Como
- 1980: Benny Goodman
- 1981: Chuck Berry
- 1982: Stevie Wonder
- 1983: Kenny Rogers
- 1984: Michael Jackson
- 1985: Loretta Lynn
- 1986: Paul McCartney
- 1987: Elvis Presley
- 1988: The Beach Boys
- 1989: Willie Nelson
- 1990: Neil Diamond
- 1991: Merle Haggard
- 1992: James Brown
- 1993: Bill Graham
- 1994: Whitney Houston
- 1995: Prince
- 1996: Tammy Wynette
- 1997: Little Richard
- 1998: Frank Sinatra
- 1999: Billy Joel
- 2000: Gloria Estefan
- 2001: Janet Jackson
- 2002: Garth Brooks
- 2003 (Januar): Alabama
- 2004: Bon Jovi
- 2008: Annie Lennox
- 2016: Sting

### International Artist Award of Excellence
Der International Artist Award of Excellence wurde bislang an sieben einflussreiche Künstler vergeben:
- Michael Jackson (1993)
- Rod Stewart (1994)
- Led Zeppelin (1995)
- Bee Gees (1997)
- Aerosmith (2001)
- Beyoncé (2007)
- Whitney Houston (2009)

### Icon Award
- Rihanna (2013)[10]
- Lionel Richie (2022)

### Dick Clark Award for Excellence
Der Dick Clark Award for Excellence wurde bislang erst einmal vergeben.
- Taylor Swift (2014)

### Award of Achievement
- Michael Jackson (1989)
- Prince (1990)
- Mariah Carey (2000 und 2008)
- Katy Perry (2011)

### Lifetime Achievement Award
- Diana Ross (2017)

### Artist of the Decade
- 1990er: Garth Brooks (2000)
- 2010er: Taylor Swift (2019)

2000, im gleichen Jahr als Garth Brooks den Award gewann, fand eine Wahl für alle vergangenen Jahre statt. Der informelle Award wird nicht immer in der Übersicht gezählt.
Ergebnisse
- 1950er: Elvis Presley
- 1960er: The Beatles
- 1970er: Stevie Wonder
- 1980er: Michael Jackson

### Artist of the Century
Michael Jackson erhielt am 9. Januar 2002 als bislang einziger Künstler den Award als Künstler des Jahrhunderts verliehen.

## Preisträger
1996 wurde eine neue Kategorie ins Leben gerufen, die für den Favorite Artist of the Year. Der erste Preisträger war Garth Brooks, der die Auszeichnung ablehnte, weil er in diesem Jahr nichts getan habe, womit er diesen Preis verdiene. Die Kategorie wurde daraufhin wieder eingestellt.
Obwohl die Auszeichnung überwiegend an US-amerikanische Künstler geht, haben auch andere international erfolgreiche Sänger und Bands wie Elton John, Céline Dion, George Michael oder Spice Girls den Preis erhalten.
Die meisten Auszeichnungen für einen männlichen Solokünstler gingen mit 26 inklusive des Artist of the Century an Michael Jackson, die meisten Auszeichnungen bei den Frauen erhielt mit 40 Stück Taylor Swift, womit sie mit deutlichem Abstand die meisten Auszeichnungen überhaupt hält. Die meisten Awards für eine Gruppe hat mit 18 Stück inklusive des Award of Merit die Countryband Alabama erhalten. Die meisten AMA in einem Jahr, nämlich acht Stück, erhielten 1983 Michael Jackson für sein Album Thriller und 1993 Whitney Houston für den Soundtrack von The Bodyguard.

### Preisträger mit den meisten Auszeichnungen
| Rang | Künstler         | Anzahl |
| ---- | ---------------- | ------ |
| 1    | Taylor Swift     | 40     |
| 2    | Michael Jackson  | 26     |
| 3    | Whitney Houston  | 22     |
| 4    | Kenny Rogers     | 19     |
| 5    | Alabama          | 18     |
| 5    | Justin Bieber    | 18     |
| 6    | Carrie Underwood | 17     |
| 6    | Garth Brooks     | 17     |
| 7    | Beyoncé          | 16     |
| 8    | Reba McEntire    | 14     |
| 9    | Rihanna          | 13     |
| 10   | BTS              | 12     |

### Preisträger mit den meisten Auszeichnungen in einer Kategorie
- Artist of the Year: Taylor Swift (7 Awards)
- Collaboration of the Year: Justin Bieber (3 Awards)
- Song of the Year: Kenny Rogers (5 Awards)
- Favourite Music Video: Taylor Swift (3 Awards)
- Favorite Male Artist – Pop/Rock: Justin Bieber (4 Awards)
- Favorite Female Artist – Pop/Rock: Taylor Swift (6 Awards)
- Favorite Duo or Group – Pop/Rock: BTS (4 Awards)
- Favorite Album – Pop/Rock: Taylor Swift (4 Awards)
- Favorite Male Artist – Country: Garth Brooks (8 Awards)
- Favorite Female Artist – Country: Reba McEntire (10 Awards)
- Favorite Duo or Group – Country: Alabama (13 Awards)
- Favorite Album – Country: Carrie Underwood (6 Awards)
- Favorite Artist – Rap/Hip-Hop: Nicki Minaj (5 Awards)
- Favorite Song – Rap/Hip-Hop: Cardi B (3 Awards)
- Favorite Album – Rap/Hip-Hop: Nicki Minaj (3 Awards)
- Favorite Male Artist – Soul/R&B: Luther Vandross (7 Awards)
- Favorite Female Artist – Soul/R&B: Beyoncé, Rihanna (7 wins each)
- Favorite Album – Soul/R&B: Michael Jackson (4 Awards)
- Favorite Artist – Alternative Rock: Linkin Park (6 Awards)
- Favorite Artist – Adult Contemporary: Celine Dion (4 Awards)
- Favorite Artist – Latin Music: Enrique Iglesias (7 Awards)
- Favorite Artist – Contemporary Inspirational: Casting Crowns (4 Awards)
- Favorite Artist – Electronic Dance Music: Marshmello (3 Awards)

## Belege
1. 1 2  American Music Awards (AMAs) 2023 - Alle News und Infos zum US-amerikanischen Musikpreis. Abgerufen am 22. April 2023.
2. ↑  Rolling Stone: American Music Awards Turn 40. In: Rolling Stone. 10. Dezember 2010, abgerufen am 22. April 2023 (amerikanisches Englisch).
3. ↑  Taylor Swift, Michael Jackson dominate American Music Awards nominations [UPDATED] – Pop & Hiss. In: Los Angeles Times. 15. Oktober 2009, archiviert vom Original (nicht mehr online verfügbar) am 15. Oktober 2009; abgerufen am 21. April 2023.  Info: Der Archivlink wurde automatisch eingesetzt und noch nicht geprüft. Bitte prüfe Original- und Archivlink gemäß Anleitung und entferne dann diesen Hinweis.
4. ↑  Eminem, Bieber outscore Lady Gaga in AMA nods. In: Reuters. 12. Oktober 2010 (reuters.com [abgerufen am 21. April 2023]).
5. ↑  phoneslimited: Samsung Galaxy Note 2 Used To Announce Winners at AMAs. Abgerufen am 21. April 2023 (amerikanisches Englisch).
6. ↑  Todd Spangler: YouTube Music Signs American Music Awards Two-Year Title Sponsorship Deal. In: Variety. 22. August 2018, abgerufen am 21. April 2023 (amerikanisches Englisch).
7. ↑  Shirley Halperin,Michael Schneider: American Music Awards May Take 2023 Off as Billboard Music Awards Move In on Date. In: Variety. 24. März 2023, abgerufen am 21. April 2023 (amerikanisches Englisch).
8. ↑  Leila Cobo: First-Ever Latin American Music Awards Headed to Telemundo. In: Billboard. 24. August 2015, abgerufen am 22. April 2023 (amerikanisches Englisch).
9. ↑  Winners Database. In: American Music Awards. Abgerufen am 22. April 2023 (englisch).
10. ↑  Rihanna to Receive ‘AMA Icon Award’. In: Billboard. 15. November 2013, abgerufen am 22. April 2023 (amerikanisches Englisch).
11. ↑  Taylor Swift Wins The AMAs' First Ever Dick Clark Award For Excellence. Abgerufen am 22. April 2023 (englisch).
12. ↑  Sun Journal - Google News Archive Search. Abgerufen am 22. April 2023.
13. ↑  Times Daily - Google News Archive Search. Abgerufen am 22. April 2023.
14. ↑  Jackson To Accept AMA ‘Artist Of The Century’ Honor. In: Billboard. 4. Januar 2002, abgerufen am 22. April 2023 (amerikanisches Englisch).
15. ↑  Most American Music Awards won by a male artist. In: Guinness World Records. Abgerufen am 22. April 2023 (britisches Englisch).
16. ↑  Süddeutsche Zeitung: Taylor Swift bricht bei American Music Awards eigenen Rekord. Abgerufen am 22. April 2023.